# Запис липа код цркве (Чачак)
Запис липа код цркве (Чачак) се налази на парцели чији је власник Српска православна црква.

## Локација
| Општина             | Чачак                                                            |
| Катастарска општина | Атеница                                                          |
| Потес               | Др. Драгише Мишовића                                             |
| Координате          | 43° 51′ 59″ С; 20° 22′ 08″ И / 43.866399999999999° С; 20.3689° И |
| Надморска висина    | 248m                                                             |

## Карактеристике
Дендрометријске вредности утврђене на терену и сателитским снимцима:
| Стабло                     | Липа |
| Висина стабла              | m    |
| Обим дебла                 | m    |
| Пречник крошње             | 6m   |
| Пречник дебла              | m    |
| Висина дебла до прве гране | m    |

## База записа
Запис је у оквиру Викимедија пројекта "Запис - Свето дрво" заведен под редним бројем 0610.